# SCLAR
Lo SCLAR è un sistema lanciarazzi multiplo prodotto dalla Breda Meccanica Bresciana, utilizzato in genere dalle navi per il lancio di falsi bersagli come bengala e chaff. Ha un calibro da 105mm, elevabile e brandeggiabile, e può lanciare in un raggio di 10 km anche razzi esplosivi, con la celerità di tiro di un razzo al secondo.
Lo SCLAR può considerarsi un'arma vera e propria, sebbene i cannoni della nave possono assolvere alla funzione molto meglio di un lanciarazzi.
La SCLAR ha avuto molto successo tra gli anni settanta e ottanta avendo esordito sulle Lupo e avendo trovato posto nel corso dei lavori di ammodernamento oltre che sulle unità di nuova costruzione, anche sulle unità costruite precedentemente al suo debutto, come nel caso dei cacciatorpediniere Classe Audace sugli incrociatori Classe Doria e sulla portaelicotteri Vittorio Veneto.
Il lanciarazzi è stato progettato per l'accurata distribuzione di falsi bersagli per la difesa passiva della nave contro missili a guida IR e a ricerca radar.
Lo SCLAR ha la possibilità di caricare simultaneamente diversi tipi di razzi quali Chaff, flares, decoys e bengala e quella di potere selezionaree automaticamente i razzi da lanciare. Grazie alla disponibilità di un gran numero di razzi, caricati in singoli contenitori sigillati ha la possibilità di ripetuti ingaggi. Altre caratteristiche sono il controllo automatico da parte della suite da guerra elettronica della nave, il pieno coordinamento con i sistemi di difesa attiva della nave, quali jamming e CIWS, e la capacità di funzionare in qualsiasi condizioni atmosferiche e in ambiente NBC.

## SCLAR H

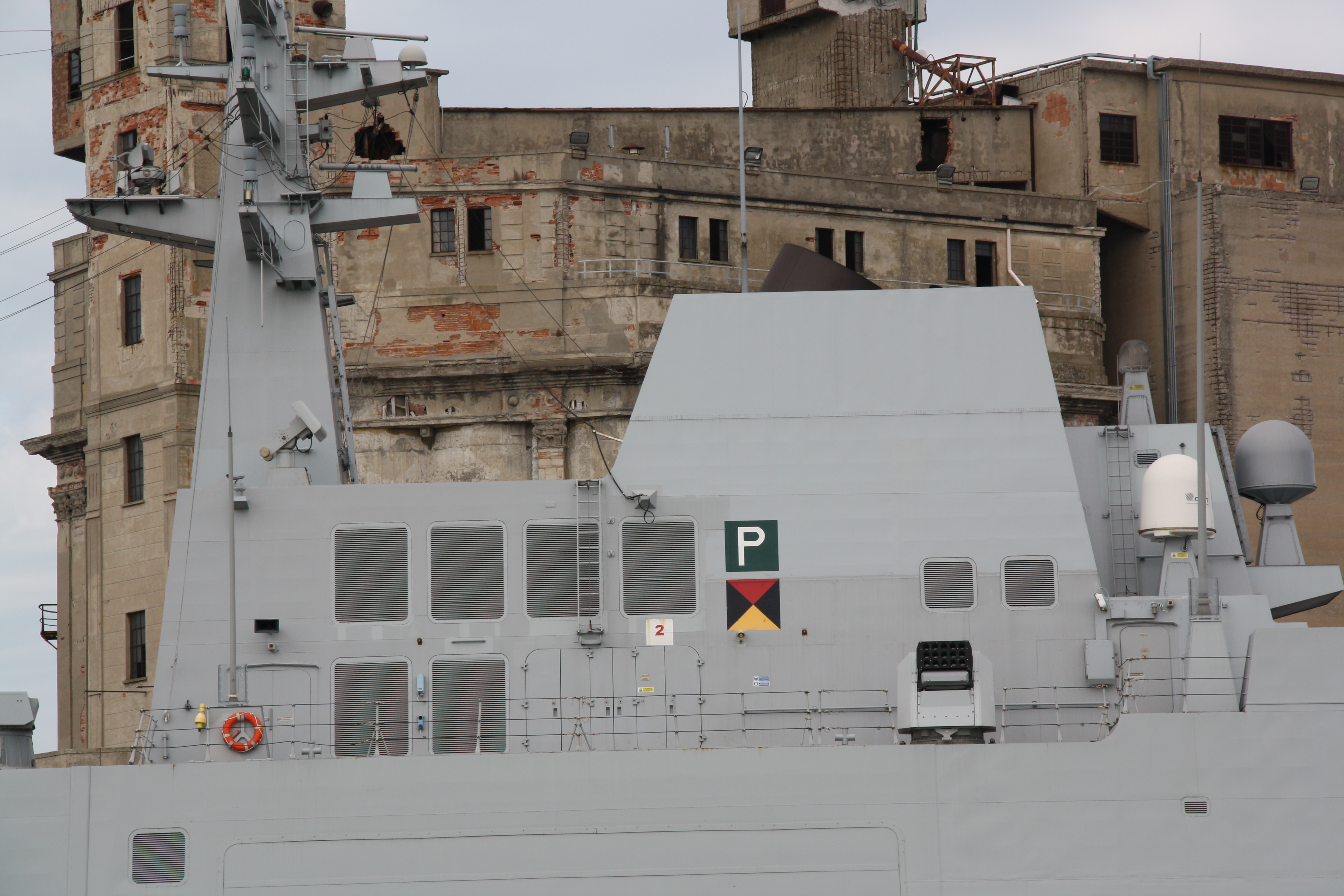
In basso uno SCLAR H sulla fregata Virginio Fasan

Il sistema SCLAR H è la versione più aggiornata del sistema SCLAR, che permette il lancio oltre che di razzi dal diametro di 105 mm anche di razzi da 118 mm di diametro presenti nel numero di quattro in sostituzione dei cinque tubi di diametro inferiore.
La console dello SCLAR H è dotata di un monitor con Display a cristalli liquidi da 20 pollici  "DL20000", un Banco di controllo con una tastiera alfanumerica, un trackball, e una tastiera multifunzione. Il sistema è dotato di due processori PowerPC 750 con frequenza di clock di 366 MHz e Memoria RAM de 16 MB espandibile fino a 128 MB e Scheda elettronica con 20 slot Bus VME.
Il Sistema operativo è LynxOS RTOS Unix-like con disco rigido da 9 GB con interfaccia SCSI e Processore grafico CPCI-Gx.
Per il backup dei dati il sistema dispone di una unità a nastro magnetico con interfaccia SCSI LVD per supporto di memorizzazione DAT.
Il sistema è dotato di strumento di diagnostica con apparecchiatura di test integrata BITE (Built-in test equipment) ed è alimentato con un'unita di distribuzione dell'alimentazione a corrente alternata con tensione di 115 Volt, monofase a 50/60 Hz, e un consumo energetico di 1500 VA.

## Lancia decoy "O.D.L.S"
L'evoluzione del sistema SCLAR H è il lancia decoy "O.D.L.S" (Oto Decoy Launching System) a controllo remoto adatto per il lancio di diversi tipi di munizioni multiuso. Le versioni speciali possono sparare razzi di calibro diverso da 105 mm a 118 mm ed è progettato per il lancio accurato di falsi bersagli, fornendo così una difesa passiva per una nave contro i missili radar e di ricerca a infrarossi e può anche essere impiegato nel ruolo di bombardamento a terra.
Le caratteristiche principali del sistema ODLS sono le capacità di caricare contemporaneamente diversi tipi di razzi quali Chaff, contromisure direzionali agli infrarossi, razzi illuminanti  con selezione automatica del tipo di razzo da sparare, con un'azione di impegno continuo grazie al rapido ricaricamento delle unità di lancio,
Altri importanti caratteristiche sono il completo controllo automatico da parte del sistema di guerra elettronica della nave e il funzionamento sicuro in tutte le condizioni operative.
Il Sistema trova posta nelle più moderne unità della Marina Militare Italiana